# Julián Sánchez
Julián Sánchez Pimienta (nascido em 26 de fevereiro de 1980, em Zafra) é um ciclista espanhol, que atualmente compete para a equipe Caja Rural-Seguros RGA. Compete profissionalmente desde o ano de 2004.